# پارک ملی آروشا
پارک ملی آروشا (انگلیسی: Arusha National Park) یک پارک ملی در تانزانیا است.
این پارک که در استان آروشا در شمال شرقی تانزانیا قرار دارد در سال ۱۹۶۰ تأسیس شده و دارای ۱۳۷ کیلومتر مربع مساحت می‌باشد، حیواناتی همچون زرافه، گاومیش آفریقایی، گورخر، گراز زگیل‌دار، میمون بی‌شست سیاه و سفید، فلامینگو، فیل بیشه آفریقایی، شیر و پلنگ آفریقایی در پارک ملی آروشا زندگی می‌کنند.
کوه مرو در پارک ملی آروشا قرار دارد.

## نگارخانه

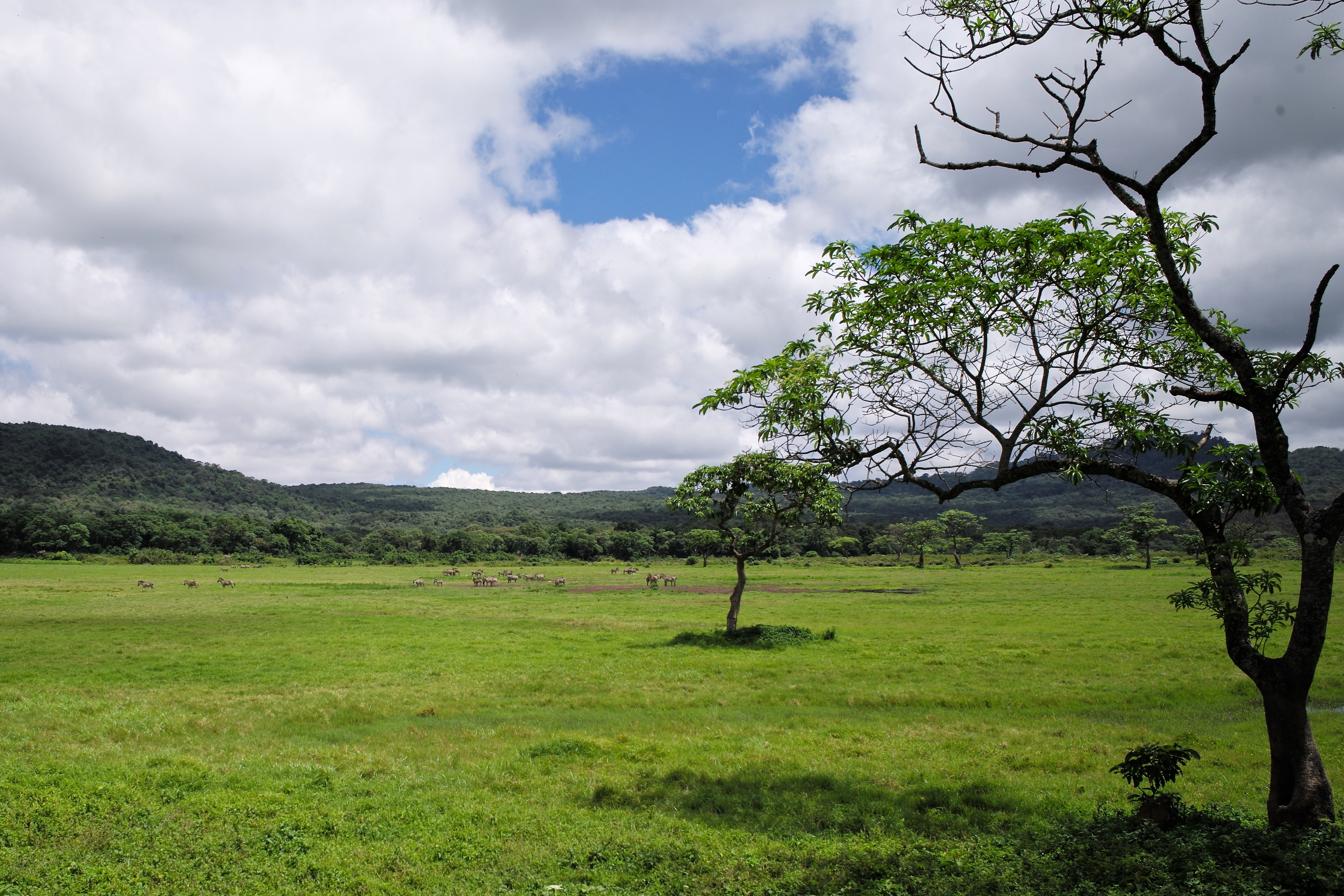
Landscape
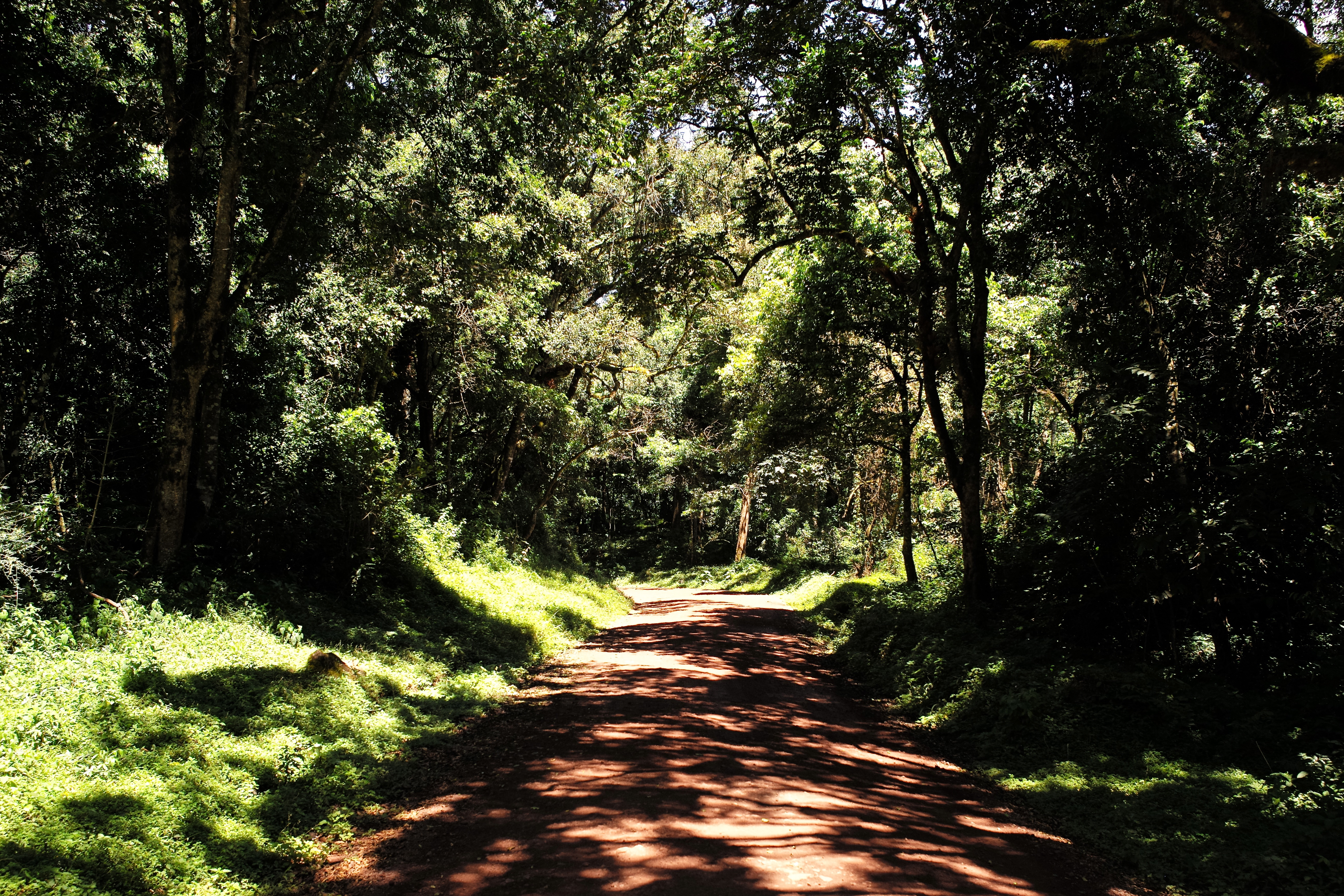
Jungle road
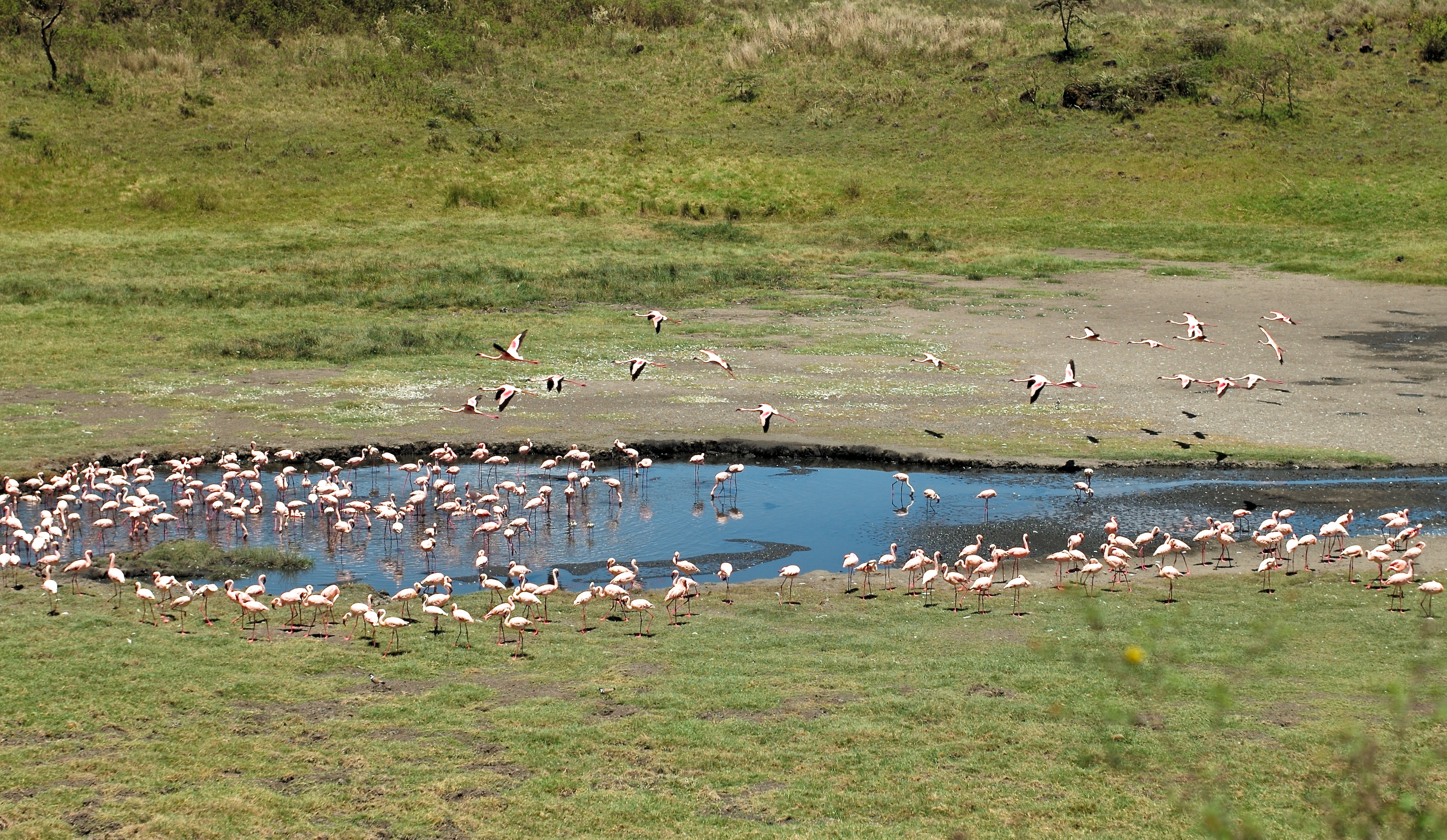
Flamingos
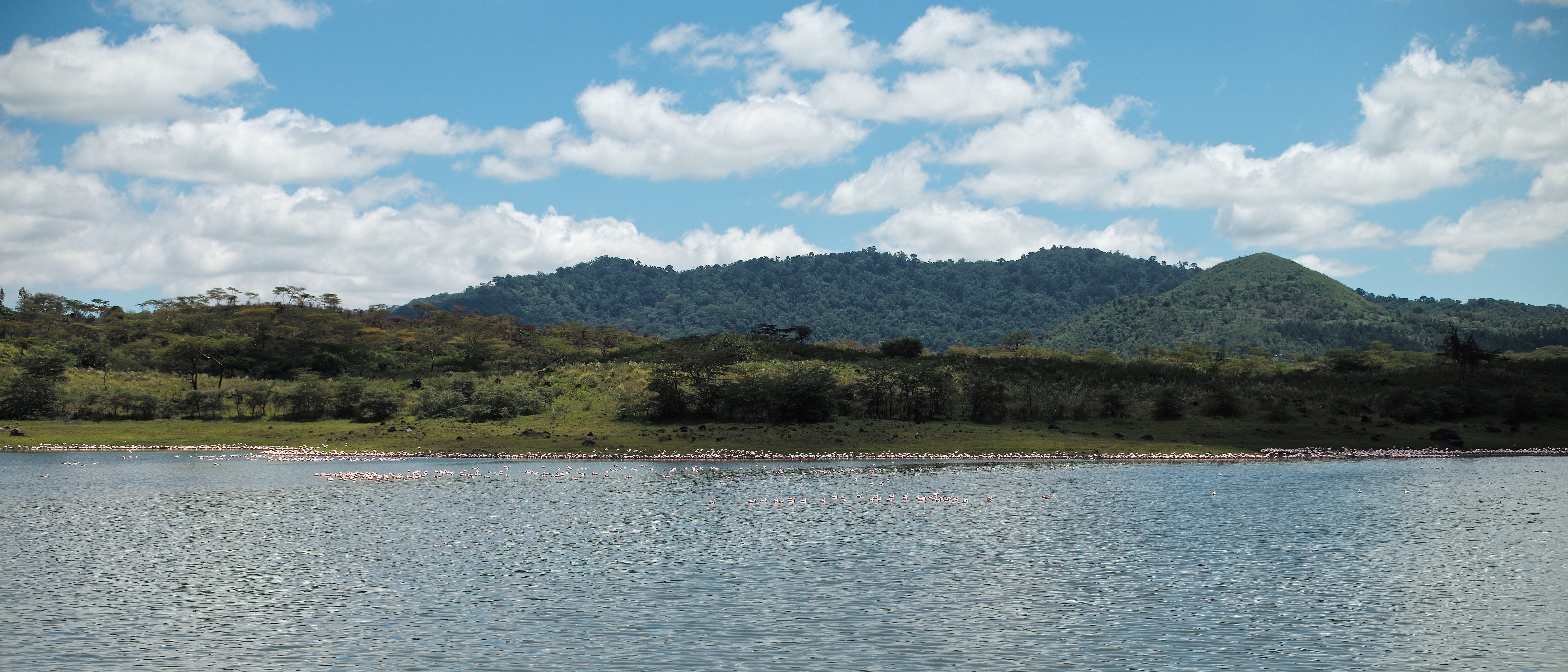
Lake Momella
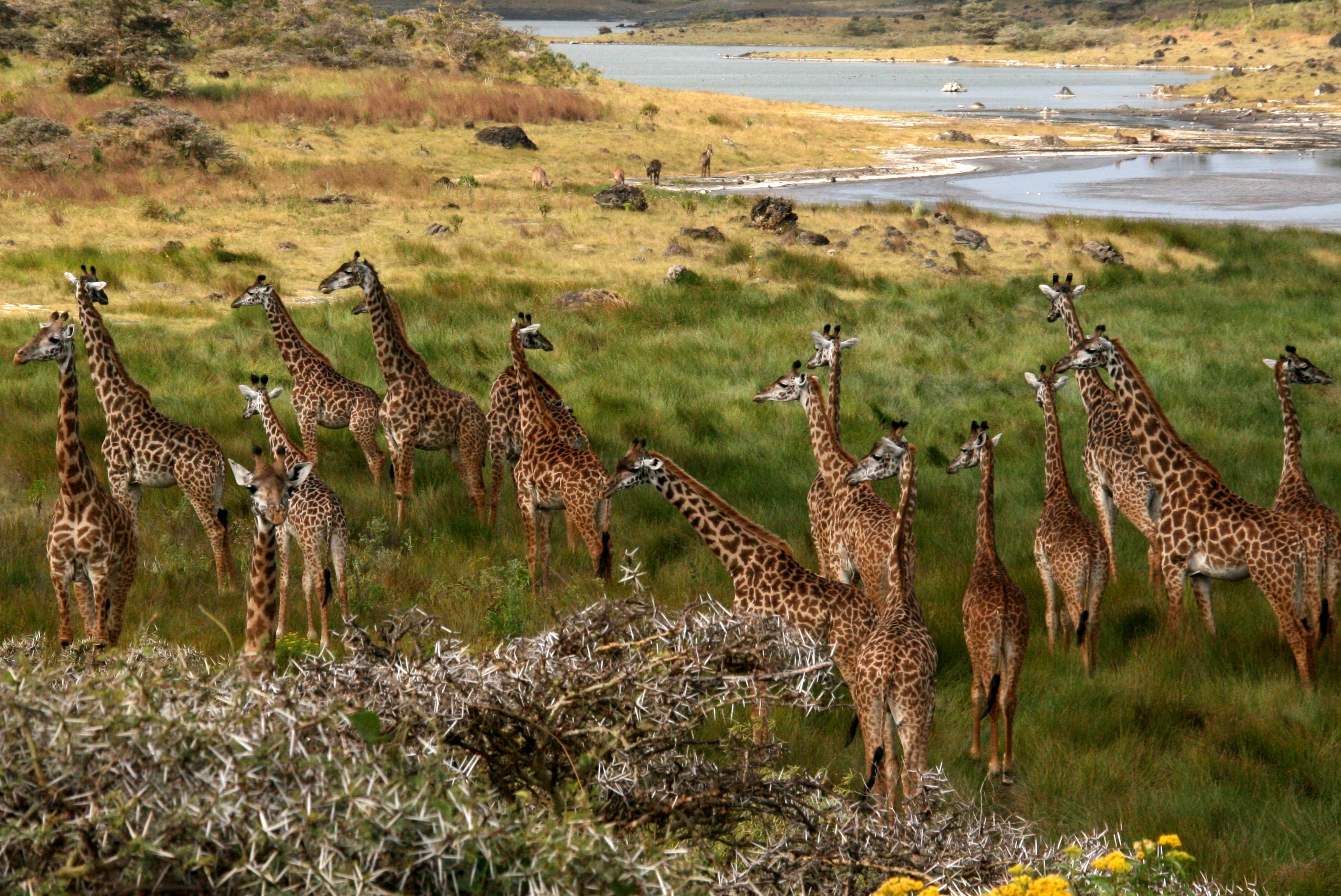
Giraffes
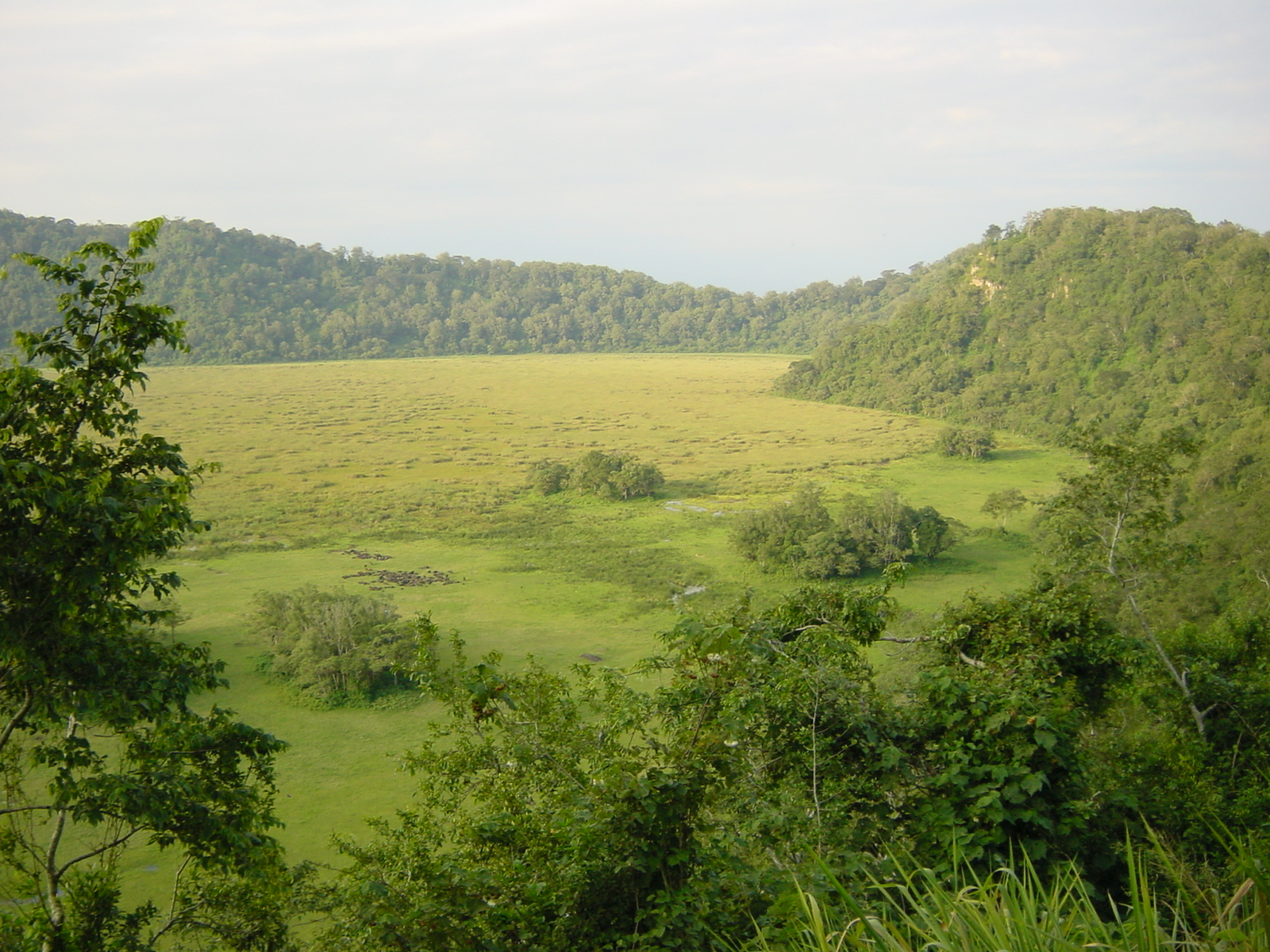
Ngurdoto Crater